# アレクシス・ブヴァール

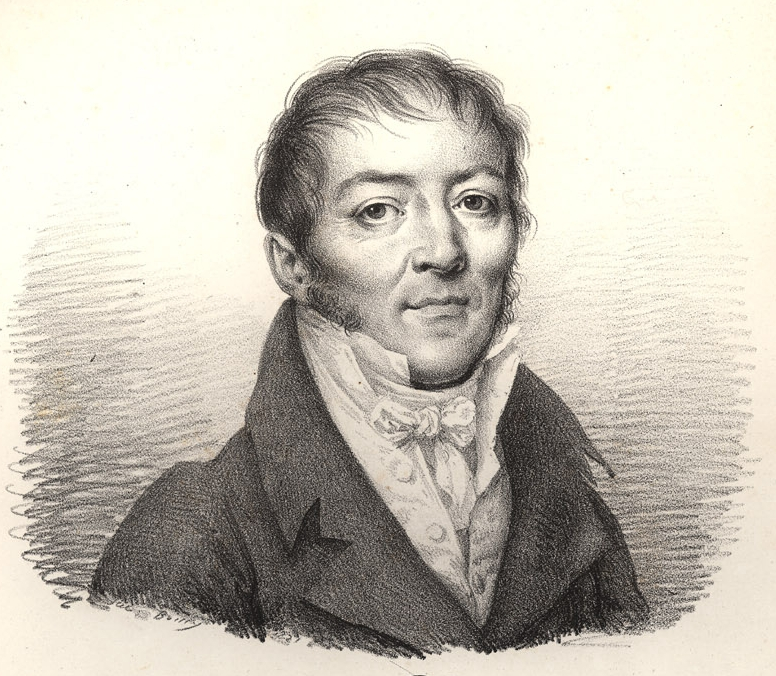
アレクシス・ブヴァール

アレクシス・ブヴァール（Alexis Bouvard 、1767年6月27日 - 1843年6月7日）は、フランスの天文学者。

## 人物
フランス・オート＝サヴォワ県のコンタミン・モンジョワに生まれた。パリ天文台の台長を務めた。
ブヴァールの業績には8個の彗星が含まれる。1808年に『木星と土星の天文表』(Tables des Planetes Jupiter et Saturne)を著し、1821年に『天王星の天文表』(des tables pour la planete Uranus)を著した。天王星の天文表にたいして天王星が不規則な変動を示すことから、天王星の軌道に変動を及ぼす8番目の惑星があると予想した。新惑星の軌道計算を試みるが成功しなかった。ジョン・クーチ・アダムズやユルバン・ルヴェリエによって海王星の位置の計算が成功したのは、ブヴァールの没後である。